# Herpes zoster oticus
L'herpes zoster oticus è un'entità clinico-patologica caratterizza da un'infiammazione a carico della conca auricolare sostenuta dal virus della varicella-zoster. In alcuni casi è possibile un coinvolgimento delle strutture vestibolo-cocleari con sindromi vertiginose ed ipoacusia.

## Eziologia e patogenesi
Il virus della varicella-zoster (VZV) è un Herpesvirus responsabile della varicella e dell'herpes zoster. Nei bambini, in seguito all'esposizione dell'epitelio respiratorio di laringe, trachea o bronchi al VZV, si ha replicazione del virus nei linfonodi che drenano le strutture dell'albero respiratorio. A seguito di questa localizzazione si ha la ‘‘prima viremia’': in questa fase il virus viene trasportato dal torrente ematica in tutti i distretti corporei, compreso il tessuto sottocutaneo e la cute. La risposta immunitaria si articola in 2 fasi:
- Attivazione umorale: i linfociti B attivati producono anticorpi di classe IgM e poi IgG in grado di ‘‘rivestire’’ le particelle virali facendo in modo che esse non possano più legarsi al loro recettore cellulare. Tali anticorpi hanno un ruolo protettivo nei confronti delle future infezione da VZV e possono essere prodotti anche in seguito alla vaccinazione con virus vivo attenuato (ceppo OKA).
- Attivazione citotossica: le cellule infettate da VZV espongono i peptidi virali attraverso le MHC di classe I. Tale sistema permette il riconoscimento di tali cellule da parte dei linfociti T CD8 che sono in grado di provocarne l'apoptosi. La reazioni immunitaria nei confronti delle cellule della cute è responsabile dell'esantema tipico della varicella (macula, papula, vescicola, pustola, crosta).

L'infezione, salvo complicazioni, si risolve entro 2-3 settimane. Tuttavia il virus è in grado di entrare in ‘'latenza'’ nei neuroni che innervano la cute. Questo significa, ad esempio, che il gruppo neuronale che è responsabile dell'innervazione cute del dorso può essere infettato da VZV dopo una comune varicella; in questi neuroni VZV entra in latenza (assenza di infezione clinicamente manifesta). In seguito ad una riduzione della sorveglianza immunitaria (malattie influenzali, immunosoppressione farmacologica, stress, anziani defedati) VZV può riattivarsi e percorrere in senso contrario i nervi per manifestarsi nuovamente nella porzione cutanea corrispondente; la manifestazione clinica corrispondente è chiamata ‘‘herpes zoster’' o fuoco di Sant'Antonio. Se la latenza del virus avviene a carico del nervo faciale, lo zoster può manifestarsi a livello della cute del padiglione auricolare, provocando l'herpes zoster oticus.

## Profilo clinico
Il quadro infiammatorio si caratterizza per otalgia più o meno intensa, stato astenico ed iperpiressia. In rari casi, molto gravi, può manifestarsi la sindrome di Ramsay Hunt tipo II (paralisi del nervo faciale), sordità improvvisa per coinvolgimento del nervo cocleare e crisi di vertigine oggettiva per coinvolgimento del nervo vestibolare. A livello della cute del padiglione auricolare sono presenti le tipiche vescicole o pustole che si trasformano in croste in seguito a rottura. Reperto tipico è la linfoadenopatia pre e retroauricolare.

## Profilo diagnostico
L'esame obiettivo risulta essere sufficiente a porre diagnosi se svolto in un adeguato contesto anamnestico. L'audiometria si rende necessaria se si sospetta il deficit uditivo.

## Terapia
La terapia si basa sull'assunzione per via orale di farmaci antivirali come l'aciclovir. Si può associare una terapia analgesica a base di FANS. L'impiego di antibiotici va limitato ai casi in cui sia manifesta la sovrainfezione batterica.

## Prognosi
La sintomatologia dolorosa tende a persistere a lungo, anche dopo risoluzione del quadro infettivo-infiammatorio. In rari casi si può assistere a paralisi del nervo faciale e deficit uditivo solitamente irreversibile. Viceversa, la sintomatologia vertiginosa, intensa nei primi 2 giorni, tende a scomparire in circa 2 settimane.